# Hall of Fame Open 2023
L'Hall of Fame Open 2023 è stato un torneo maschile di tennis che si è giocato sull'erba. È stata la 47ª edizione dell'Hall of Fame Tennis Championships, che ha fatto parte della categoria ATP Tour 250 nell'ambito dell'ATP Tour 2023. Il torneo si è disputato all'International Tennis Hall of Fame di Newport dal 17 al 23 luglio 2023.

## Partecipanti

### Teste di serie
| Nazionalità | Giocatrice         | Ranking* | Testa di serie |
| ----------- | ------------------ | -------- | -------------- |
| Stati Uniti | Tommy Paul         | 15       | 1              |
| Francia     | Adrian Mannarino   | 35       | 2              |
| Francia     | Ugo Humbert        | 39       | 3              |
| Stati Uniti | Mackenzie McDonald | 54       | 4              |
| Stati Uniti | Maxime Cressy      | 58       | 5              |
| Australia   | Max Purcell        | 64       | 6              |
| Australia   | Jordan Thompson    | 70       | 7              |
| Francia     | Corentin Moutet    | 71       | 8              |

* Ranking al 3 luglio 2023.

### Altri partecipanti
I seguenti giocatori hanno ricevuto una wildcard per il tabellone principale:
- Kevin Anderson
- Ethan Quinn
- Eliot Spizzirri

I seguenti giocatori sono entrati in tabellone passando dalle qualificazioni:

- Mukund Sasikumar
- Chung Yun-seong
- Li Tu
- Alex Bolt

### Ritiri
Prima del torneo
- Radu Albot → sostituito da  Abedallah Shelbayh
- Christopher Eubanks → sostituito da  Steve Johnson
- Dominik Koepfer → sostituito da  Shintaro Mochizuki
- Jason Kubler → sostituito da  Aleksandar Kovacevic
- Michael Mmoh → sostituito da  Alex Michelsen
- Yosuke Watanuki → sostituito da  Gijs Brouwer

## Partecipanti al doppio

### Teste di serie
| Nazione     | Giocatore         | Nazione     | Giocatore       | Ranking* | Testa di serie |
| ----------- | ----------------- | ----------- | --------------- | -------- | -------------- |
| Stati Uniti | Nathaniel Lammons | Stati Uniti | Jackson Withrow | 73       | 1              |
| Australia   | Rinky Hijikata    | Stati Uniti | Reese Stalder   | 117      | 2              |
| India       | Yuki Bhambri      | India       | Saketh Myneni   | 134      | 3              |
| Regno Unito | Julian Cash       | Stati Uniti | Maxime Cressy   | 135      | 4              |

* Ranking al 3 luglio 2023.

### Altri partecipanti
Le seguenti coppie di giocatori hanno ricevuto una wildcard per il tabellone principale:
- Kevin Anderson /  Ethan Quinn
- Tommy Paul /  Eliot Spizzirri

### Ritiri
Prima del torneo
- Christopher Eubanks /  Reese Stalder → sostituiti da  Rinky Hijikata /  Reese Stalder
- Rinky Hijikata /  Jason Kubler → sostituiti da  Théo Arribagé /  Luca Sanchez
- Marcelo Melo /  John Peers → sostituiti da  Chung Yun-seong /  Aleksandar Kovacevic

## Distribuzione dei punti e del montepremi

### Punti
| Evento             | V   | F   | SF | QF | 2T | 1T   | Q    | Q2   | Q1   |
| Singolare maschile | 250 | 150 | 90 | 45 | 20 | 0    | 12   | 6    | 0    |
| Doppio maschile    | 250 | 150 | 90 | 45 | 0  | N.D. | N.D. | N.D. | N.D. |

### Montepremi
| Evento             | V       | F       | SF      | QF      | 2T      | 1T     | Q2     | Q1     |
| Singolare maschile | €97,760 | €57,025 | €33,525 | €19,425 | €11,280 | €6,895 | €3,445 | €1,880 |
| Doppio maschile *  | €33,960 | €18,170 | €10,660 | €5,950  | €3,510  | N.D.   | N.D.   | N.D.   |

* per team

## Campioni

### Singolare
Adrian Mannarino ha sconfitto in finale  Alex Michelsen con il punteggio di 6-2, 6-4.
- È il terzo titolo in carriera per Mannarino, il primo in stagione.

### Doppio
Nathaniel Lammons /  Jackson Withrow hanno sconfitto in finale  William Blumberg /  Max Purcell con il punteggio di 6-3, 5-7, [10-5].